# Миллер, Джеррит Смит
Джеррит Смит Миллер (англ. Gerrit Smith Miller; 1869—1956) — американский зоолог и ботаник.

## Биография
Джеррит Смит Миллер (младший) вырос в Нью-Йорке, однако его двоюродный дядя, орнитолог, пристрастил его к естествознанию. 
В 1894 году он окончил Гарвардский университет и поступил на службу в Министерство сельского хозяйства США и его руководителем стал Клинтон Харт Меррием (1855—1942). Однако Миллер  не ладил с К. Х. Меррием, и вскоре оставил эту службу. В 1894 году он опубликовал одно из старейших руководств по принципам коллетирования млекопитающих: «Указания по подготовке коллекционных экземпляров для изучения мелких млекопитающих» (Directions for Preparing Study Specimens of Small Mammals), которое выдержало множество изданий до 1932 года.
В 1898 году он стал помощником куратора в Национальном музее естественной истории (NMNH) в Вашингтоне. С 1909 по 1940 годы он курировал биологическое отделение Смитсоновского института. В 1906 году он участвовал в экспедиции во Францию, Испанию и Танжер.
Он работал в основном по млекопитающим Северной Америки и опубликовал списки видов в 1901, 1912 и 1924 годах. В 1901 году, озаглавленном «Результаты исследования наземных млекопитающих Северной Америки до конца 1900 года» (Systematic results of the study of North American land mammals to the close of the year 1900.), количество известных видов увеличилось с 363 до 1450. Он также работал с летучими мышами и опубликовал в 1907 году руководство «Семейства и роды летучих мышей» (The Families and Genera of Bats), которое на многие годы стало основным справочником.
Он находился в Европе с 1908 по 1911 год. В 1912 году, после изучения коллекций Британского музея, NMHN и частных коллекций, он опубликовал "Каталог наземных млекопитающих Западной Европы" (Catalogue of the Land Mammals of Western Europe). Начиная с 1920-х годов, изучал фауну Карибского моря и Панамы.
В своих исследованиях костей Пилтдаунского человека, которые он опубликовывал в 1915 году, он пришёл к заключению, что челюстная кость принадлежит ископаемой человекообразной обезьяне.
Он опубликовал более 400 статей, в основном, по териологии, но также по ботанике, палеонтологии, музыке и антропологии. Но особенно его привлекали приматы и раннее социальное поведение человека. 
Отмечен Leidy Award (1934).

## Сочинения
- Directions for preparing study specimens of small mammals (1894)
- Results of the Study of North American Land Mammals to che Close of the Year 1900 (1901)
- The Families and Genera of Bats (1907)
- Catalogue of the Land Mammals of Western Europe (1912)